# 그리스어의 역사
그리스어의 역사(영어: history of Greek)는 그리스어와 관련된 역사에 대해 서술하는 문서이다.

## 기원
그리스어의 기원에 대해서는 몇 가지 이론들이 있다. 그 가운데 한 이론은 원시 그리스어 화자들이 그리스 반도로 이주하면서 그리스어가 일어났다고 하는 것이다. 이 시기는 기원전 2500년경부터 기원전 1700년경 사이에 이루어졌다고 본다. 또다른 이론은 원시 그리스어 이전 시기(후기 PIE시기)에 그리스로의 이주가 이루어졌으며 그리스어의 특징적인 소리 변화는 그 이후에 일어났다고 보는 것이다.

### 선형문자 B
그리스어를 기록하는 데 쓰였다고 최초로 알려진 문자는 선형문자 B 음절문자이다. 이 문자는 고대 미케네 방언을 기록하는 데 쓰였다. 미케네 문명의 몰락 이후에 약 500여 년 동안 아무런 기록도 이루어지지 않았으며 오늘날까지 이 시기에 남겨진 기록은 나오지 않았다. 초기 고전 시기 이후부터는 그리스어는 페니키아 알파벳에서 유래한 그리스 알파벳으로 쓰여왔다. 이러한 알파벳의 도입은 호메로스 시기 즈음에 이루어졌다. 그런데 호메로스의 시에서 선형문자 B에 대해 알고 있었을 것이라고 추측되는 짤막한 언급이 있다.

## 고대 그리스어 방언
고대 그리스어기와 고전 그리스기 동안에 그리스어에는 3개의 주된 방언이 있었다. 이것은 아이올리스 방언과 이오니아 방언, 도리아 방언이며, 이것은 그리스의 3개 주요 부족과 대응한다. 아이올리스인들은 주로 에게해의 섬지역과 스미르네 북쪽의 소아시아 서해안에서 주로 거주했다. 그리고 이오니아 인들은 주로 스미르네와 그 남쪽지역의 소아시아 서해안에 정찰했으며 도리아인들은 스파르타, 크레타와 같은 펠로폰네소스 반도 해안가나 소아시아의 최남단 서해안에서 주로 살았다.
호메로스의 일리아스와 오디세이아는 이오니아 문장체의 한 종류로 쓰였으나 여기에 다소 다른 방언에서의 차용어도 들어있다. 그래서 이오니아 방언은 후기 기원전 5세기경 아테네인들의 등장 이전까지 고대 그리스어의 주된 문학어였다. 도리아어는 핀다로스와 그리스 비극 합창곡과 같은 그리스 서정시의 기준이기도 했다.

### 아티카 그리스어
아티카 그리스어는 이오니아 방언의 하위 방언으로 수세기 동안 아테네인들의 언어였다. 대부분의 현존하는 고전 그리스 문학은 아티카 방언으로 쓰였는데 플라톤이나 아리스토텔레스와 같은 작가의 글들도 여기에 포함되며 고전 시기부터 기록된 형태로 남아서 전해 내려온다.

## 헬레니즘 그리스어 - 코이네 그리스어
그리스인들이 소아시아와 이집트, 중동 지역을 식민지화하면서 그리스어는 다양한 방언들로 나누어 발전하기 시작한다. 알렉산더 대왕(기원전 356년 ~ 기원전 323년)은 이러한 방언들을 모아 합쳐서 코이네(Κοινή →"공통") 그리스어를 만들게 했다. 하나의 공통된 언어를 강제함으로써 알렉산더의 연합 군대는 내부적으로 다른 방언을 쓰는 출신끼리 소통할 수 있었다. 그리고 이 코이네 그리스어는 알렉산더가 정복한 지역의 주민들도 배우게 되면서 코이네 그리스어는 헬레니즘 세계의 공용어가 되었다. 그리스어는 알렉산더 이후에도 헬레니즘 시기(기원전 323년부터 기원전 31년경) 동안 계속해서 쓰였다. 이 시기 동안 히브리 성서의 그리스 번역본인 70인역 성서가 등장했다.
수세기 동안 그리스어는 로마 제국의 동쪽 반 부분에서 링구아 프랑카였다. 신약성서가 등장한 것은 로마제국 시기였으며 코이네 그리스어는 코이네 그리스어로 만들어진 가장 유명한 문학작품의 이름을 따서 '신약성서 그리스어'로 불렸다.

## 중세 그리스어
그리스어는 1453년 오스만 투르크가 콘스탄티노폴리스를 함락할 때까지 비잔티움 제국의 공식 언어였다. 오스만 투르크가 지중해의 상당 부분을 지배하던 시기에 그리스 지역에는 문맹률이 증가하였고 이것은 그리스어가 각기 나뉜 (이오니아 제도의 아리스토텔레스주의자, 콘스탄티노폴리스의 파나리오트들과 같은) 교육 학파들의 언어로 분화되는 것을 막게 했다.

## 현대 그리스어
1829년 그리스가 독립 국가로서 성립한 이후, 카타레부사(Καθαρεύουσα →"정화된 언어")가 그리스의 유일하게 용인되는 그리스어, 즉 국가의 공식 언어로 결정되었다. 카타레부사는 그리스 정교에서 쓰이던 형태로서 비잔티움 제국 시기부터 언어를 정화하려는 의도로 쓰이던 것이었다. 이러한 시도는 정치적인 이유로 그리스 정부가 고대 그리스의 문화 유산을 이용하려는 노력에 따른 것이기도 하였으며, 이 시기 많은 (바이런 경 등) 서방 지식인들이 그리스인들이 독립하고자 분투한 데 느낀 공감에 부응한 것이기도 했다.
그런데 이러한 시도는 전쟁과도 비견할만한 언어에 대한 토론과 파벌 싸움으로 이어졌다. 이 당시의 파벌은 '디모티키스테스'(Δημοτικιστές)라고 하는 민중 그리스어를 지지하는 측과 '로이이이'(Λόγιοι) 또는 '카타레부샤니'(Καθαρευουσιάνοι)라고 하는 '정화된 언어'를 지지하는 사람들이었다. 이때까지만 하더라도 민중 그리스어는 공식적인 업무에서 잘 받아들여지지 않았다.
카타레부사 사용은 페리클레스의 고대 아테네부터 현대 아테네에 이르기까지 고대 그리스인들의 말과 사고방식이 계속 이어져왔다는 생각을 강조하는 것이 당시 정부 방침이었다. 그래서 민중 그리스어를 공식적인 발표나 문서에서 쓰는 것은 금지되었다.
그런데 1974년의 임시정부가 붕괴하고 메타폴리테프시(1974–1976)의 시기를 끝나면서 민중 그리스어는 일상 언어인 동시에 그리스 정부가 공인하는 공식 언어로 인정받게 된다.

## 참조
- Geoffrey Horrocks, Greek: A History of the Language and Its Speakers (Longman Linguistics Library). Addison Wesley Publishing Company, 1997. ISBN 0582307090

## 같이 보기
- 라틴어의 역사